# Suore missionarie dell'Immacolata Regina della Pace
Le Suore Missionarie dell'Immacolata Regina della Pace sono un istituto religioso femminile di diritto pontificio: i membri di questa congregazione, dette Pianzoline, pospongono al loro nome la sigla S.M.I.R.P.

## Storia
La congregazione venne fondata dal sacerdote sartiranese Francesco Pianzola (1881-1943): attento all'apostolato presso le classi rurali della sua terra, in particolare verso le mondine, l'8 maggio 1919 fondò a Mortara l'istituto delle Missionarie dell'Immacolata, per l'assistenza alle lavoratrici e le opere sociali. Il nucleo originario dell'istituto era composto da sei suore guidate da Anna Bandi, cofondatrice delle Missionarie.
Pietro Berruti, vescovo di Vigevano, eresse la congregazione in istituto di diritto diocesano il 12 novembre 1920; le costituzioni della compagnia, elaborate da Pianzola, vennero approvate dal vescovo Angelo Giacinto Scapardini l'8 dicembre 1923.
La congregazione ottenne il pontificio decreto di lode il 9 luglio 1947 e venne approvata definitivamente dalla Santa Sede il 12 gennaio 1957. Il fondatore è stato proclamato beato nella cattedrale di Vigevano il 4 ottobre 2008.

## Attività e diffusione
Le Pianzoline collaborano con i sacerdoti e le Chiese locali con la catechesi e altre opere di promozione umana: ai tre voti comuni a tutti i religiosi, aggiungono la promessa di lavorare per la gioventù.
Oltre che in Italia, sono presenti in Brasile, Burkina Faso, Francia, Mali: la casa madre è a Sartirana Lomellina, la sede generalizia è a Mortara.
Al 31 dicembre 2005 l'istituto contava 254 religiose in 34 case.